# ソッピース クックー
ソッピース クックー
- 用途：雷撃機
- 分類：複葉機
- 製造者：ソッピース・アヴィエーション
- 運用者**イギリス空軍
  - 日本海軍
- 初飛行：1917年6月
- 生産数：232機
- 運用開始：1918年
- 退役：1923年

ソッピース クックー（Sopwith Cuckoo）は、イギリス海軍航空隊（RNAS）とその後継組織であるイギリス空軍（RAF）によって使用された複葉雷撃機。当初T.1と呼ばれた本機は特に母艦からの運用を考えて設計された初めての非水上機であったが、第一次世界大戦には間に合わなかった。大戦終了後、T.1はクックー（Cuckoo、カッコウの意）と命名された。

## 設計と開発
1916年10月、イギリス海軍航空本部の航空機製造部門の長であるマレイ・スーター代将は、ソッピース社に、1,000ポンド（450 kg）魚雷1本と4時間飛行するのに十分な燃料を搭載できる単座航空機を要求した。ソッピース社はそれに応えて、支柱が片翼に3対ある大型の複葉機T.1を製作した。T.1は航空母艦の甲板から行動するように設計されており、主翼は後方に折り畳めるようになっていた。T.1は4秒で飛行甲板から発進することができたが、着艦フックを装備しなかったため、着艦は不可能だった。また胴体下に1,000ポンドMk.IX魚雷を懸架するため、主脚の車軸は左右別々だった。
T.1の試作機は200馬力のイスパノ・スイザ8Baエンジンを装備して1917年6月に初飛行した。公式試験は1917年7月に開始され、8月には海軍本部が100機の発注を行った。しかし契約者となったフェアフィールド・エンジニアリング社とペグラー社は航空機生産の経験がなく、生産は遅々として進まなかった。また、イスパノ・スイザ8エンジンはその限られた供給をS.E.5a戦闘機に優先的に割り振られていたため、T.1はより重いサンビーム・アラブ・エンジンを装備するよう再設計が行われたが、それがさらに生産遅延を招くことになった。
1918年2月、海軍本部は経験豊富な航空機メーカーであるブラックバーン・エアクラフト社に生産指示を行った。ブラックバーンは1918年5月に最初のT.1を提供した。T.1はすぐに主脚と尾橇に問題があることが発覚し、その部分の再設計が必要となった。またT.1には右に曲がる傾向があり、それを解消するために方向舵の拡大と垂直尾翼取付角の変更が行われた。
イギリス空軍イースト・フォーチュン基地で実用試験を行った後、T.1は部隊に配属された。イースト・フォーチュンの雷撃機学校に配属が始まったのは1918年8月初めのことだった。フェアフィールド社は8月、ペグラー社は10月にようやく生産を開始した。

## 運用歴

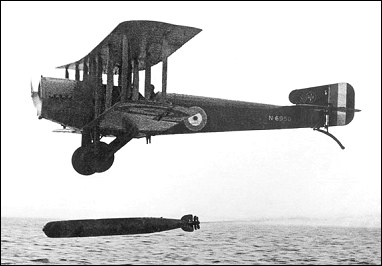
訓練魚雷を投下するクックー

T.1は大戦中には実戦に配備されなかった。本機は機体が頑丈で、着水しても安全だったため、運用するパイロットには好評だった。また操縦が容易で、魚雷を搭載していないときは曲芸飛行も可能だった。しかしアラブエンジンの性能は十分でなく、およそ20機はウォルズリー・ヴァイパーエンジンに換装された。のちにクックーMk.IIとよばれるその機体は、ヴァイパーの回転軸の位置が低いことによって見分けることが可能である。アラブエンジン装備型は後日クックーMk.Iと改称された。
T.1は全部で300機が発注されたが、配備は、大戦終結により90機にとどまった。1919年に生産が終わるまでに完成したのは合計232機だった。内訳はブラックバーン社が162機、フェアフィールド・エンジニアリングが50機、ペグラー社が20機である。T.1の多くは休戦後、直接レンフルーとニューカースルの保管基地に送られた。
クックーの最後の部隊である第210飛行隊は1923年4月1日にゴスポートで解散した。後継機はブラックバーン ダートだった。現在、クックーの完成機は残っておらず、わずかにスコットランドの国立飛行博物館にMk.Iの主翼1セットが保管されているのみである。

### 実戦運用計画
1917年、スーター代将は、艦隊基地に停泊中のドイツ大洋艦隊に対して航空機による魚雷攻撃をかけることを提案した。その計画では、北海の航空母艦アーガス、フューリアス、カンパニアおよび巡洋艦を改装したカレイジャスとグローリアスから100機のクックーが発進することになっていた。1917年9月、グランド・フリート司令長官サー・デイヴィッド・ビーティ提督も、それに類似した、8隻の改装商船から120機のクックーを発進させる計画を提案した。訓練はファース・トゥ・フォースで行われ、複数のクックーが駆逐艦に曳航された標的に訓練用魚雷を投下した。1918年11月、ついに第185飛行隊のクックーが空母アーガスに搭載されたが、実戦行動に入る前に交戦が終了した。

## 派生型
クックー Mk. I主要な生産型。サンビーム・アラブエンジン（200馬力）装備。
クックー Mk. IIMk. I のエンジンをやはり200馬力のウォルズリー・ヴァイパーエンジンに換装したもの。
クックー Mk. IIIエンジンを275馬力のロールス・ロイス・ファルコンに換装した試作型。
ソッピース B.1イスパノ・スイザ8エンジン（200馬力）を装備した単座爆撃機。2機試作。

## 使用者
イギリス
- イギリス海軍航空隊
- イギリス空軍
  - 第185飛行隊 – 1918年10月運用開始。翌年解隊。
  - 第186飛行隊 – 1918年遅くに運用開始。1920年に第210飛行隊と改称。
  - 第210飛行隊 – 第186飛行隊から1920年に編成。1923年4月1日の解隊までクックーを運用。

 日本
- 日本海軍がクックー Mk. II を6機使用。

## 性能諸元（Mk. I）
出典: British Naval Aircraft Since 1912
諸元
- 乗員: 1
- 全長: 8.68 m （28 ft 6 in）
- 全高: 3.25 m （10 ft 8 in）
- 翼幅: 14.25 m（46 ft 9 in）
- 翼面積: 52.6 m2 （566 ft2）
- 空虚重量: 1,000 kg （2,199 lb）
- 運用時重量: 1,765 kg （3,883 lb）
- 動力: サンビーム アラブ V型8気筒、149 kW （200 hp）   × 1

性能
- 最大速度: 171 km/h （92 kt）
- 航続距離: 539 km （291海里）
- 実用上昇限度: 3,690 m （12,100 ft）

武装
- 18インチ Mk. IX 魚雷 ×1

## 参考資料
- Davis, Mick. Sopwith Aircraft. Ramsbury, Marlborough, Wiltshire: Crowood Press, 1999. ISBN 1-86126-217-5.
- Layman, R.D. Naval Aviation In The First World War: Its Impact And Influence. London: Caxton, 2002. ISBN 1-84067-314-1.
- Robertson, Bruce. Sopwith – The Man and His Aircraft. London: Harleyford, 1970. ISBN 0-90043-515-1.
- Thetford, Owen. British Naval Aircraft Since 1912. London:  Putnam, 1994. ISBN 0-85177-861-5.